# Rosetta Pedone

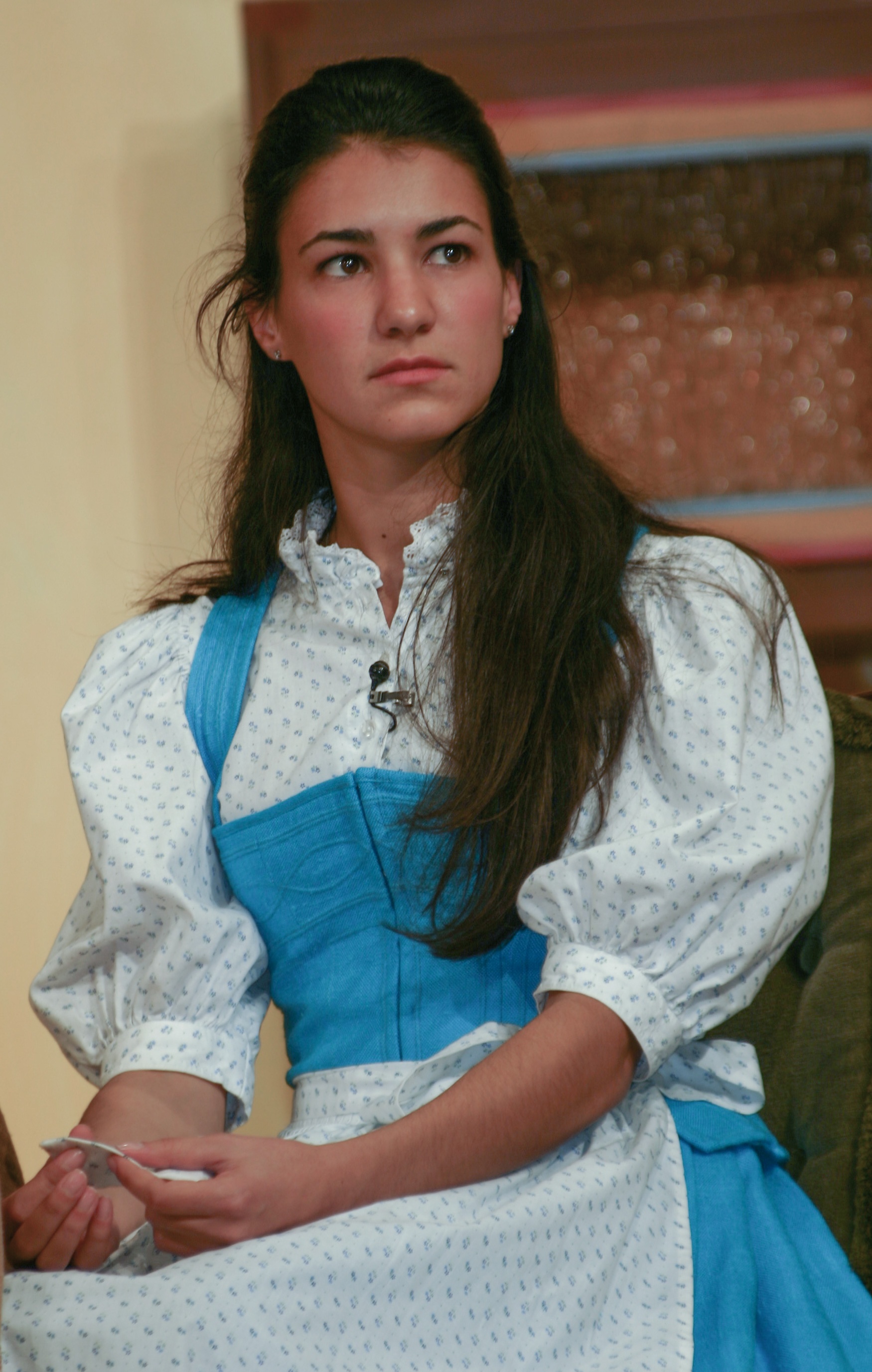
Rosetta Pedone (2007)

Rosetta Pedone (* 27. April 1983 in Hausham) ist eine deutsch-italienische Schauspielerin und Kabarettistin.

## Leben und Wirken

### Anfänge
Rosetta Pedone absolvierte 2005 an der staatlich genehmigten Internationalen Schule für Schauspiel und Acting in München ihre dreijährige Ausbildung zur Fernseh-, Film- und Theaterschauspielerin, wo sie im selben Jahr die staatliche Bühnenreifeprüfung erwarb. 2007 besuchte sie die Masterclass von Bernard Hiller in Italien, bis sie 2008 in die internationale Masterclass in Los Angeles aufgenommen wurde.

### Theater
Von 2005 bis 2007 war sie festes Ensemblemitglied von Peter Steiners Theaterstadl und ging in Deutschland, Schweiz und Österreich auf Tournee. 2014 erhielt Pedone ein Engagement am Contra-Kreis-Theater Bonn. An der Seite von Hans-Jürgen Bäumler ist sie in diversen Rollen zu sehen.

### Film und Fernsehen
Einen großen Fernseherfolg hatte sie im April 2008, als sie in Freiwild in der Hauptrolle der Angela Lopez neben Thomas Schmauser, Max von Pufendorf, Teresa Weißbach und André Jung zu sehen war. In der bairischen Sitcom Spezlwirtschaft spielte sie die Rolle der Francesca neben Helmut Schleich, Christiane Blumhoff und Tanja Frehse. Von September 2009 bis Oktober 2024 spielte Pedone in der Grünwald Freitagscomedy als Ensemblemitglied Sketche mit Monika Gruber, Nadja Maleh, Hannes Ringlstetter, Harry G, Hans-Jürgen Silbermann und Günter Grünwald.
Von Juli bis Dezember 2012 spielte Pedone die Rolle der Viktoria König in der täglichen Serie Alles was zählt in knapp 100 Folgen. Dort war sie eine Profitänzerin in der Tanzfabrik. 2014 spielte sie unter der Regie von Stephan Wagner an der Seite von Elmar Wepper und Johanna Bittenbinder im Grimme-Preis nominierten Drama Zwei Allein.
Im Sommer 2016 hatte sie in der ARD-Telenovela Sturm der Liebe als Pia Reiter eine Gastrolle. 2017 debütierte Pedone im Singspiel auf dem Nockherberg unter der Regie von Marcus H. Rosenmüller in der Rolle Sahra Wagenknecht. In der Serie Die Landarztpraxis spielt Pedone seit Oktober 2023 die Rolle der Gastwirtin Bianca Marino.

### Kabarett
Mit ihrem Soloprogramm Lügensau trat Pedone am 28. November 2015 erstmals öffentlich auf.

### Privates
Pedone lebt in Köln.

## Filmografie
- 2007: Tradition (Kurzfilm)
- 2008: Freiwild. Ein Würzburg-Krimi (Fernsehreihe)
- 2008–2009: Marienhof (Fernsehserie, 245 Folgen)
- 2008–2011: Spezlwirtschaft (Fernsehserie, 3 Folgen)
- 2009–2024: Grünwald Freitagscomedy (Late Night-Show)
- 2010–2015: SOKO München (Fernsehserie, 3 Folgen, verschiedene Rollen)
- 2010: Share the Truth (Kurzfilm)
- 2011: Resturlaub
- 2011: Schmidt & Schmitt – Wir ermitteln in jedem Fall (Fernsehserie, Folge: Bittersüße Nacht)
- 2012: Pension Freiheit (Kino)
- 2012: MEK 8 (Fernsehserie, Folge: Das Recht der Schwächeren)
- 2012: Alles was zählt (Fernsehserie, 97 Folgen)
- 2012–2021: Die Rosenheim-Cops (Fernsehserie, 2 Folgen, verschiedene Rollen)
- 2014: Zwei allein
- 2015–2016: 3. Stock links. Die Kabarett WG (Fernsehserie, 2 Folgen)
- 2016: Sturm der Liebe (Fernsehserie, 16 Folgen)
- 2017: Nicht tot zu kriegen (Fernsehserie, Folge: Das Leben ist kein Schnapsladen!)
- 2017: Maria Mafiosi
- 2017: Schugada: a bayerische Mafiakomödie
- 2018: Venus im vierten Haus
- 2019: Toni, männlich, Hebamme – Allein unter Frauen (Fernsehreihe)
- seit 2021: Queens of Comedy
- 2022: Zimmer mit Stall – Über alle Berge (Fernsehreihe)
- 2022: Binge Reloaded (Fernsehserie, 1 Folge)
- 2022: Tatort: Spur des Blutes (Fernsehreihe)
- 2023: In aller Freundschaft (Fernsehserie, Folgen: Der nächste Schritt, Der Wald vor lauter Bäumen)
- seit 2023: Die Landarztpraxis (Fernsehserie)
- 2024: Global Harmony

## Theater (Auswahl)
- 2005: Der Umzug (Studiobühne, München)
- 2005: Tod auf dem Nil (ISSA-Bühne, München)
- 2005: Das verflixte Muttermal (Steiner‘s Theaterstadl)
- 2006: Die Doppelväter (Steiner‘s Theaterstadl)
- 2007: Eine verzwickte Liebesbeichte (Steiner‘s Theaterstadl)
- 2014: Zwiebeln und Butterplätzchen (Contra-Kreis-Theater, Bonn)
- 2015: Unbekannt verzogen (Steiner‘s Theaterstadl)
- 2015–2017: Rubbeldiekatz (Landgraf GmbH & Co. KG)

## Nominierungen und Auszeichnungen
- 2007: Tradition – Kurzfilm – MTK – Preis auf dem Moonlight Festival in Frankfurt.
- 2006: Nominierung internationales Filmfestival von Montreal für Tradition (2006; Regie: Peter Ladkani).
- 2015: Nominierung „Zwei Allein“ für den Grimme-Preis in der Kategorie Fiktion/Spezial.[10]